# Megan Gunning
Pour les articles homonymes, voir Gunning.
Megan Gunning, née le 13 juillet 1992, est une skieuse acrobatique canadienne spécialisée dans les épreuves de half-pipe. 
Au cours de sa carrière, elle a participé à un mondial où elle a remporté la médaille d'argent derrière la Suissesse Virginie Faivre en 2009 à Inawashiro, enfin en coupe du monde elle est montée sur un podium.

## Palmarès

### Championnats du monde
| Édition/Discipline | Half-pipe                |
| Mondiaux 2009      | Médaille d'argent, monde |

### Coupe du monde
- Meilleur classement général : 38e en 2009.
- Meilleur classement en saut acrobatique : 3e en 2009.
- 1 podium en half pipe.